# Pepsi-Cola Grand Prix 1970
Il Pepsi-Cola Grand Prix 1970 o Pepsi-Cola ILTF Grand Prix 1970 è stato un circuito di tennis amministrato dall'International Lawn Tennis Federation (ILTF) che è servito da precursore all'attuale Association of Tennis Professionals (ATP) World Tour e al Women's Tennis Association (WTA) Tour. è stata l'edizione inaugurale del circuito Grand Prix ed era composto da 20 tornei maschili riconosciuti dall'ILTF (il Grand Prix femminile sarebbe stato introdotto nel 1971). La creazione del circuito Grand Prix in via sperimentale fu annunciato nel mese di aprile del 1970 dal presidente dell'ILTF, Ben Barnett. L'ideatore principale è stato Jack Kramer, ex promoter di tennis e vincitore del Torneo di Wimbledon e degli US Open, che mirava a contrastare l'influenza dei promotori commerciali, in particolare Lamar Hunt con il suo circuito World Championship Tennis e la National Tennis League di George MacCall.
I tornei sono stati classificati in tre categorie ciascuna delle quali dava un certo numero di punti per la classifica finale: la classe più importante era la Classe A, che comprendeva tre tornei del Grande Slam escludendo agli Australian Open, a seguire c'erano la Classe 1 e la Classe 2. il Pepsi-Cola Masters e la finale della Coppa Davis sono inclusi in questo calendario, ma non hanno dato punti per la classifica finale. Oltre al montepremi dei tornei era previsto un bonus di 150 000 dollari per i primi 20 giocatori della graduatoria. Il bonus è stato finanziato congiuntamente dalla Pepsi-Cola, sponsor principale del circuito, e dai partecipanti ai tornei che avevano riservato il 10% dei loro montepremni in denaro per questo bonus. Cliff Richey guadagnò 25 000 $ di bonus come vincitore del primo Grand Prix di tennis.. Alla fine della stagione i primi sei giocatori della classifica hanno disputato il 1970: un torneo con il formato round robin con un unico girone giocato a Tokyo che ha visto vincitore Stan Smith.
Tutti i tornei di tennis open erano eleggibili ad essere inclusi nel circuito Grand Prix purché impegnati a non pagare alcuna commissione di gestione alle organizzazioni commerciali con i giocatori sotto contratto. Originariamente gli Internazionali d'Italia, giocati in aprile a Roma, facevano parte del calendario del Grand Prix, ma furono bannati dal circuito quando si seppe che avevano pagato le spese di gestione per l'organizzazione alla concorrente World Championship Tennis.
Il Pepsi-Cola Grand Prix 1970 è iniziato il 27 aprile col il British Hard Court Championships e si è concluso il 9 dicembre con le ultime partite del Masters.

## Calendario
Legenda
| Tornei Class A (Grande Slam) |
| Grand Prix Masters           |
| Tornei Class 1               |
| Tornei Class 2               |
| Tornei riconosciuti all'ILTF |
| Tornei a squadre             |

### Gennaio
| Settimana  | Torneo                                                                              | Vincitore                         | Finalista                | Semifinalisti               | Eliminati ai quarti                            |
| ---------- | ----------------------------------------------------------------------------------- | --------------------------------- | ------------------------ | --------------------------- | ---------------------------------------------- |
| 19 gennaio | Australian Open 1970 Sydney, Australia 10 760 $ - Erba – 48S/48D Singolare - Doppio | Arthur Ashe 6-4, 9-7, 6-2         | Dick Crealy              | Roger Taylor Dennis Ralston | Tony Roche Tom Okker Ray Ruffels John Newcombe |
| 19 gennaio | Australian Open 1970 Sydney, Australia 10 760 $ - Erba – 48S/48D Singolare - Doppio | Bob Lutz Stan Smith 6–3, 8–6, 6–3 | John Alexander Phil Dent | Roger Taylor Dennis Ralston | Tony Roche Tom Okker Ray Ruffels John Newcombe |

### Febbraio
| Settimana   | Torneo                                                                                              | Vincitore                                  | Finalista                | Semifinalisti                 | Eliminati ai quarti                                  |
| ----------- | --------------------------------------------------------------------------------------------------- | ------------------------------------------ | ------------------------ | ----------------------------- | ---------------------------------------------------- |
| 16 febbraio | U.S. Indoor National Championships 1970 Salisbury, USA 50 000 $ - Parquet indoor Singolare - Doppio | Ilie Năstase 6–8, 3–6, 6–4, 9–7, 6–0       | Cliff Richey             | Roger Taylor Ismail El Shafei | Ion Țiriac Tony Roche Jim Osborne Rod Laver          |
| 16 febbraio | U.S. Indoor National Championships 1970 Salisbury, USA 50 000 $ - Parquet indoor Singolare - Doppio | Stan Smith Arthur Ashe 6-4 7-5             | Brian Fairlie Onny Parun | Roger Taylor Ismail El Shafei | Ion Țiriac Tony Roche Jim Osborne Rod Laver          |
| 23 febbraio | Macon Open 1970 Macon, USA 15 000 $ - Sintetico indoor Singolare - Doppio                           | Cliff Richey 3-6 6-3 8-6                   | Arthur Ashe              | Bob Lutz Jaime Fillol         | Željko Franulović Tom Gorman Onny Parun Tom Edlefsen |
| 23 febbraio | Macon Open 1970 Macon, USA 15 000 $ - Sintetico indoor Singolare - Doppio                           | Terry Addison Bob Carmichael 14-16 6-4 8-6 | Ilie Năstase Ion Țiriac  | Bob Lutz Jaime Fillol         | Željko Franulović Tom Gorman Onny Parun Tom Edlefsen |

### Marzo
| Settimana | Torneo | Vincitore                                | Finalista                    | Semifinalisti               | Eliminati ai quarti                                      |
| --------- | --- | ---------------------------------------- | ---------------------------- | --------------------------- | -------------------------------------------------------- |
| 2 marzo   | National Indoor Independent Pros Championships 1970 Hampton, USA 25 000 $ - Sintetico indoor Singolare - Doppio | Stan Smith 6-3 6-2 7-5                   | Thomaz Koch                  | Cliff Richey Clark Graebner | Jan Kukal Željko Franulović Arthur Ashe Ilie Năstase     |
| 2 marzo   | National Indoor Independent Pros Championships 1970 Hampton, USA 25 000 $ - Sintetico indoor Singolare - Doppio | Arthur Ashe Stan Smith 15-13 6-3         | Ilie Năstase Ion Țiriac      | Cliff Richey Clark Graebner | Jan Kukal Željko Franulović Arthur Ashe Ilie Năstase     |
| 16 marzo  | New South Wales Open 1970 Sydney, Australia 25 000 $ - Erba Singolare - Doppio                                  | Rod Laver 3–6, 6–2, 3–6, 6–2, 6–3        | Ken Rosewall                 |                             |                                                          |
| 16 marzo  | New South Wales Open 1970 Sydney, Australia 25 000 $ - Erba Singolare - Doppio                                  | Ken Rosewall Fred Stolle 6–3, 7–5        | Bill Bowrey Roger Taylor     |                             |                                                          |
| 30 marzo  | Caribe Hilton International Championships 1970 San Juan, Porto Rico 10 000 $ - Cemento Singolare - Doppio       | Arthur Ashe 6-4 6-3 1-6 6-3              | Cliff Richey                 | Jim McManus Clark Graebner  | Nikola Špear Željko Franulović Bob Carmichael Luis Ayala |
| 30 marzo  | Caribe Hilton International Championships 1970 San Juan, Porto Rico 10 000 $ - Cemento Singolare - Doppio       | Terry Addison Bob Carmichael 3-6 8-6 6-3 | Arthur Ashe Charlie Pasarell | Jim McManus Clark Graebner  | Nikola Špear Željko Franulović Bob Carmichael Luis Ayala |
| 30 marzo  | South African Open 1970 Johannesburg, Sudafrica 49 000 $ - Cemento Singolare - Doppio                           | Rod Laver 4-6 6-2 6-1 6-2                | Frew McMillan                | Bob Hewitt Pancho Gonzales  | Raymond Moore Cliff Drysdale Mark Cox Bob Maud           |
| 30 marzo  | South African Open 1970 Johannesburg, Sudafrica 49 000 $ - Cemento Singolare - Doppio                           | Frew McMillan Bob Hewitt 6-3 6-3 6-2     | Roger Taylor Cliff Drysdale  | Bob Hewitt Pancho Gonzales  | Raymond Moore Cliff Drysdale Mark Cox Bob Maud           |

### Aprile
| Settimana | Torneo | Vincitore                                               | Finalista                     | Semifinalisti                | Eliminati ai quarti                                                |
| --------- | --- | ------------------------------------------------------- | ----------------------------- | ---------------------------- | ------------------------------------------------------------------ |
| 6 aprile  | St Petersburg Masters Invitational 1970 Saint Petersburg, USA 10 000 $ - Terra rossa Singolare - Doppio                          | Jan Kodeš 6-3 6-3 6-3                                   | Joaquín Loyo-Mayo             | Mike Belkin Brian Fairlie    | Luis-Augusto García Onny Parun Tom Edlefsen Jim McManus            |
| 6 aprile  | St Petersburg Masters Invitational 1970 Saint Petersburg, USA 10 000 $ - Terra rossa Singolare - Doppio                          | Szabolcz Baranyi Péter Szőke 6-4 7-5                    | Armistead Neely Steve Beeland | Mike Belkin Brian Fairlie    | Luis-Augusto García Onny Parun Tom Edlefsen Jim McManus            |
| 6 aprile  | Natal Open 1970 Durban, Sudafrica 19 000 $ - Cemento Singolare - Doppio                                                          | Bob Hewitt 6-4 3-6 6-4 6-3                              | Cliff Drysdale                | Mark Cox Pancho Gonzales     | Andrew Pattison Roger Taylor Marty Riessen Bob Maud                |
| 6 aprile  | Natal Open 1970 Durban, Sudafrica 19 000 $ - Cemento Singolare - Doppio                                                          |                                                         |                               | Mark Cox Pancho Gonzales     | Andrew Pattison Roger Taylor Marty Riessen Bob Maud                |
| 13 aprile | Carolinas International Tennis 1970 Charlotte, USA 18 000 $ - Terra rossa Singolare - Doppio                                     | Cliff Richey 6-4 6-4                                    | Bob Carmichael                | Jan Kodeš Clark Graebner     | Ingo Buding Barry MacKay Tom Gorman Manuel Santana                 |
| 13 aprile | Carolinas International Tennis 1970 Charlotte, USA 18 000 $ - Terra rossa Singolare - Doppio                                     | Clark Graebner Manuel Santana 6-2 8-6                   | Jim McManus Jim Osborne       | Jan Kodeš Clark Graebner     | Ingo Buding Barry MacKay Tom Gorman Manuel Santana                 |
| 13 aprile | Monte Carlo Open 1970 Monte Carlo, Monaco 5000 $ - Terra rossa Singolare - Doppio                                                | Željko Franulović 6-4, 6-3, 6-3                         | Manuel Orantes                | Ion Țiriac Ilie Năstase      | István Gulyás François Jauffret Barry Phillips-Moore Andrés Gimeno |
| 13 aprile | Monte Carlo Open 1970 Monte Carlo, Monaco 5000 $ - Terra rossa Singolare - Doppio                                                | Roger Taylor Marty Riessen 6-3, 6-4, 6-2                | Pierre Barthes Nikola Pilić   | Ion Țiriac Ilie Năstase      | István Gulyás François Jauffret Barry Phillips-Moore Andrés Gimeno |
| 20 aprile | Internazionali d'Italia 1970 Roma, Italia 14 900 $ - Terra rossa Singolare - Doppio                                              | Ilie Năstase 6-3, 1-6, 6-3, 8-6                         | Jan Kodeš                     | Nikola Pilić Alex Metreveli  | István Gulyás Željko Franulović Mark Cox Lew Hoad                  |
| 20 aprile | Internazionali d'Italia 1970 Roma, Italia 14 900 $ - Terra rossa Singolare - Doppio                                              | Ion Țiriac Ilie Năstase 0-6, 10-8, 6-3, 6-8, 6-1        | Bill Bowrey Owen Davidson     | Nikola Pilić Alex Metreveli  | István Gulyás Željko Franulović Mark Cox Lew Hoad                  |
| 20 aprile | River Oaks International Tennis Tournament 1970 Houston, USA 25 000 $ - Terra rossa Singolare - Doppio                           | Clark Graebner 2-6 6-3 5-7 6-3 6-2                      | Cliff Richey                  | Manuel Santana Nikola Špear  | Brian Fairlie Ingo Buding Bob Carmichael Jim McManus               |
| 20 aprile | River Oaks International Tennis Tournament 1970 Houston, USA 25 000 $ - Terra rossa Singolare - Doppio                           | Terry Addison Bob Carmichael 6-4 8-6                    | Clark Graebner Manuel Santana | Manuel Santana Nikola Špear  | Brian Fairlie Ingo Buding Bob Carmichael Jim McManus               |
| 27 aprile | British Hard Court Championships 1970 Bournemouth, Gran Bretagna 36 000 $ - Terra rossa– 32S/16D/16XD Class 2 Singolare - Doppio | Mark Cox 6–1, 6–2, 6–3                                  | Bob Hewitt                    | Gerald Battrick Nikola Pilić | Georges Goven Ismail El Shafei François Jauffret Tom Okker         |
| 27 aprile | British Hard Court Championships 1970 Bournemouth, Gran Bretagna 36 000 $ - Terra rossa– 32S/16D/16XD Class 2 Singolare - Doppio | Tom Okker Tony Roche 2–6, 6–4, 6–4, 6–4                 | William Bowrey Owen Davidson  | Gerald Battrick Nikola Pilić | Georges Goven Ismail El Shafei François Jauffret Tom Okker         |
| 27 aprile | British Hard Court Championships 1970 Bournemouth, Gran Bretagna 36 000 $ - Terra rossa– 32S/16D/16XD Class 2 Singolare - Doppio | Doppio misto: Billie Jean King Bob Hewitt 6–2, 3–6, 6–1 | Virginia Wade Bob Maud        | Gerald Battrick Nikola Pilić | Georges Goven Ismail El Shafei François Jauffret Tom Okker         |

### Maggio
| Settimana | Torneo | Vincitore                                               | Finalista                          | Semifinalisti              | Eliminati ai quarti                                              |
| --------- | --- | ------------------------------------------------------- | ---------------------------------- | -------------------------- | ---------------------------------------------------------------- |
| 11 maggio | Belgian Open 1970 Bruxelles, Belgio 5 500 $ - Terra rossa Singolare - Doppio                                                           | Tom Okker 6-3 6-4 0-6 4-6 6-4                           | Ilie Năstase                       | Bob Hewitt Cliff Richey    | Marty Riessen Manuel Santana Pierre Barthes Barry Phillips-Moore |
| 11 maggio | Belgian Open 1970 Bruxelles, Belgio 5 500 $ - Terra rossa Singolare - Doppio                                                           | Ion Țiriac Ilie Năstase 6-2 3-6 11-9 6-4                | Bill Bowrey Marty Riessen          | Bob Hewitt Cliff Richey    | Marty Riessen Manuel Santana Pierre Barthes Barry Phillips-Moore |
| 25 maggio | Open di Francia 1970 Parigi, Francia Grande Slam 86 000 $ - Terra rossa – 128S/101Q/72D/53XD Class A Singolare - Doppio - Doppio misto | Jan Kodeš 6-2 6-4 6-0                                   | Željko Franulović                  | Georges Goven Cliff Richey | Martin Mulligan François Jauffret Arthur Ashe Ilie Năstase       |
| 25 maggio | Open di Francia 1970 Parigi, Francia Grande Slam 86 000 $ - Terra rossa – 128S/101Q/72D/53XD Class A Singolare - Doppio - Doppio misto | Ilie Năstase Ion Țiriac 6–2, 6–4, 6–3                   | Arthur Ashe Charlie Pasarell       | Georges Goven Cliff Richey | Martin Mulligan François Jauffret Arthur Ashe Ilie Năstase       |
| 25 maggio | Open di Francia 1970 Parigi, Francia Grande Slam 86 000 $ - Terra rossa – 128S/101Q/72D/53XD Class A Singolare - Doppio - Doppio misto | Doppio misto: Billie Jean King Bob Hewitt 3–6, 6–4, 6–2 | Françoise Dürr Jean-Claude Barclay | Georges Goven Cliff Richey | Martin Mulligan François Jauffret Arthur Ashe Ilie Năstase       |

### Giugno
| Settimana | Torneo | Vincitore                                                | Finalista                     | Semifinalisti                       | Eliminati ai quarti                                        |
| --------- | --- | -------------------------------------------------------- | ----------------------------- | ----------------------------------- | ---------------------------------------------------------- |
| 8 giugno  | Kent Championships 1970 Beckenham, Gran Bretagna 6 500 $ - Erba Singolare - Doppio                                                            | Clark Graebner 6-4 10-8                                  | Robert Maud                   | Nicholas Kalogeropoulos Ray Ruffels | Gerald Battrick Byron Bertram Hank Irvine Bobby Wilson     |
| 8 giugno  | Kent Championships 1970 Beckenham, Gran Bretagna 6 500 $ - Erba Singolare - Doppio                                                            |                                                          |                               | Nicholas Kalogeropoulos Ray Ruffels | Gerald Battrick Byron Bertram Hank Irvine Bobby Wilson     |
| 8 giugno  | Bristol Open 1970 Bristol, Gran Bretagna 18 000 $ - Erba Singolare - Doppio                                                                   | Niki Pilic 6-3 1-6 6-3                                   | Rod Laver                     | John Newcombe Owen Davidson         | Marty Riessen Pierre Barthes Fred Stolle Cliff Drysdale    |
| 8 giugno  | Bristol Open 1970 Bristol, Gran Bretagna 18 000 $ - Erba Singolare - Doppio                                                                   |                                                          |                               | John Newcombe Owen Davidson         | Marty Riessen Pierre Barthes Fred Stolle Cliff Drysdale    |
| 8 giugno  | Nottingham Championships 1970 Nottingham, Gran Bretagna Erba Singolare - Doppio                                                               | Stan Smith 6-3 6-4                                       | Chauncey Steele               | John Bartlett Stanley Matthews      | Lewis Sylvester Peter Doerner Butch Seewagen Tony Bardsley |
| 8 giugno  | Nottingham Championships 1970 Nottingham, Gran Bretagna Erba Singolare - Doppio                                                               |                                                          |                               | John Bartlett Stanley Matthews      | Lewis Sylvester Peter Doerner Butch Seewagen Tony Bardsley |
| 15 giugno | Eastbourne International 1970 Eastbourne, Gran Bretagna 7 900 $ - Erba Singolare - Doppio                                                     | Ken Rosewall 6-2 6-1                                     | Bob Hewitt                    | Andrés Gimeno Fred Stolle           | Barry Phillips-Moore Raymond Moore Mark Cox Niki Pilic     |
| 15 giugno | Eastbourne International 1970 Eastbourne, Gran Bretagna 7 900 $ - Erba Singolare - Doppio                                                     |                                                          |                               | Andrés Gimeno Fred Stolle           | Barry Phillips-Moore Raymond Moore Mark Cox Niki Pilic     |
| 15 giugno | Queen's Club Championships 1970 Londra, Gran Bretagna 6 700$ - Erba Singolare - Doppio                                                        | Rod Laver 6-4, 6-3                                       | John Newcombe                 | Cliff Richey Marty Riessen          | Dick Crealy Georges Goven Frew McMillan Charlie Pasarell   |
| 15 giugno | Queen's Club Championships 1970 Londra, Gran Bretagna 6 700$ - Erba Singolare - Doppio                                                        | Marty Riessen Tom Okker 6-4, 6-4                         | Arthur Ashe Charlie Pasarell  | Cliff Richey Marty Riessen          | Dick Crealy Georges Goven Frew McMillan Charlie Pasarell   |
| 22 giugno | Torneo di Wimbledon 1970 Wimbledon, Gran Bretagna Grande Slam 100 200 $ - Erba – 128S/80Q/64D/32Q/56XD/12Q Class A Singolare - Doppio - Misto | John Newcombe 5–7, 6–3, 6–2, 3–6, 6–1                    | Ken Rosewall                  | Roger Taylor Andrés Gimeno          | Clark Graebner Tony Roche Bob Carmichael Roy Emerson       |
| 22 giugno | Torneo di Wimbledon 1970 Wimbledon, Gran Bretagna Grande Slam 100 200 $ - Erba – 128S/80Q/64D/32Q/56XD/12Q Class A Singolare - Doppio - Misto | John Newcombe Tony Roche 10–8, 6–3, 6–1                  | Ken Rosewall Fred Stolle      | Roger Taylor Andrés Gimeno          | Clark Graebner Tony Roche Bob Carmichael Roy Emerson       |
| 22 giugno | Torneo di Wimbledon 1970 Wimbledon, Gran Bretagna Grande Slam 100 200 $ - Erba – 128S/80Q/64D/32Q/56XD/12Q Class A Singolare - Doppio - Misto | Doppio misto: Rosemary Casals Ilie Năstase 6–3, 4–6, 9–7 | Ol'ga Morozova Alex Metreveli | Roger Taylor Andrés Gimeno          | Clark Graebner Tony Roche Bob Carmichael Roy Emerson       |

### Luglio
| Settimana | Torneo | Vincitore                                 | Finalista                   | Semifinalisti                       | Eliminati ai quarti                                                 |
| --------- | --- | ----------------------------------------- | --------------------------- | ----------------------------------- | ------------------------------------------------------------------- |
| 6 luglio  | Welsh Open 1970 Newport, Gran Bretagna 8 000 $ - Erba Singolare - Doppio                                                        | Ken Rosewall 6-3 6-4                      | John Newcombe               |                                     |                                                                     |
| 6 luglio  | Welsh Open 1970 Newport, Gran Bretagna 8 000 $ - Erba Singolare - Doppio                                                        |                                           |                             |                                     |                                                                     |
| 6 luglio  | Irish Open 1970 Dublino, Irlanda 8 000 $ - Erba Singolare - Doppio                                                              | Tony Roche 6-3 6-1                        | Rod Laver                   |                                     |                                                                     |
| 6 luglio  | Irish Open 1970 Dublino, Irlanda 8 000 $ - Erba Singolare - Doppio                                                              |                                           |                             |                                     |                                                                     |
| 6 luglio  | Düsseldorf Grand Prix 1970 Düsseldorf, Germania Terra rossa Singolare                                                           | Wilhelm Bungert 6-3, 6-0, 6-4             | Christian Kuhnke            | Daniel Contet François Jauffret     | Hans-Jürgen Pohmann Szabolcz Baranyi István Gulyás Wieslaw Gasiorek |
| 6 luglio  | Swedish Open 1970 Båstad, Svezia 33 000 $ - Terra rossa – 32S/21D Class 1 Singolare - Doppio                                    | Dick Crealy 6-3 6-1 6-1                   | Georges Goven               | Željko Franulović Bob Carmichael    | Clark Graebner Per Jemsby John Alexander Patricio Rodríguez         |
| 6 luglio  | Swedish Open 1970 Båstad, Svezia 33 000 $ - Terra rossa – 32S/21D Class 1 Singolare - Doppio                                    | Dick Crealy Allan Stone 6-2, 2-6, 12-10   | Željko Franulović Jan Kodeš | Željko Franulović Bob Carmichael    | Clark Graebner Per Jemsby John Alexander Patricio Rodríguez         |
| 13 luglio | North of England Championships 1970 Hoylake, Gran Bretagna 8 400 $ - Erba Singolare - Doppio                                    | John Newcombe 4-6 9-7 6-4                 | Owen Davidson               |                                     |                                                                     |
| 13 luglio | North of England Championships 1970 Hoylake, Gran Bretagna 8 400 $ - Erba Singolare - Doppio                                    |                                           |                             |                                     |                                                                     |
| 13 luglio | Swiss Open Gstaad 1970 Gstaad, Svizzera 9 000 $ -Terra rossa Singolare - Doppio                                                 | Tony Roche 7-5, 7-5, 6-3                  | Tom Okker                   | Roger Taylor Cliff Drysdale         | Nikola Pilić Barry Phillips-Moore Marty Riessen Raymond Moore       |
| 13 luglio | Swiss Open Gstaad 1970 Gstaad, Svizzera 9 000 $ -Terra rossa Singolare - Doppio                                                 | Roger Taylor Cliff Drysdale 6-2, 6-3, 6-2 | Tom Okker Marty Riessen     | Roger Taylor Cliff Drysdale         | Nikola Pilić Barry Phillips-Moore Marty Riessen Raymond Moore       |
| 13 luglio | Washington Open 1970 Washington, Stati Uniti 35 000 $ – Terra rossa – 64S/32D Class 2 Singolare - Doppio                        | Cliff Richey 7-5, 6-2, 6-1                | Arthur Ashe                 | Ilie Năstase Ion Țiriac             | Bob Hewitt Georges Goven Dick Crealy Stan Smith                     |
| 13 luglio | Washington Open 1970 Washington, Stati Uniti 35 000 $ – Terra rossa – 64S/32D Class 2 Singolare - Doppio                        | Bob Hewitt Frew McMillan 7-5, 6-0         | Ilie Năstase Ion Țiriac     | Ilie Năstase Ion Țiriac             | Bob Hewitt Georges Goven Dick Crealy Stan Smith                     |
| 20 luglio | Cincinnati Open 1970 Cincinnati, Stati Uniti 25 000 $ – Terra rossa – 64S/32D Class 2 Singolare - Doppio                        | Ken Rosewall 7-9 9-7 8-6                  | Cliff Richey                | Jan Kodeš Ilie Năstase              | Bob Hewitt Stan Smith Ion Țiriac Clark Graebner                     |
| 20 luglio | Cincinnati Open 1970 Cincinnati, Stati Uniti 25 000 $ – Terra rossa – 64S/32D Class 2 Singolare - Doppio                        | Ilie Năstase Ion Țiriac 6-3, 6-4          | Bob Hewitt Frew McMillan    | Jan Kodeš Ilie Năstase              | Bob Hewitt Stan Smith Ion Țiriac Clark Graebner                     |
| 20 luglio | Leicester Midland Open 1970 Leicester, Gran Bretagna 8 000 $ - Erba Singolare - Doppio                                          | Tom Okker 6-1 10-8                        | Roger Taylor                |                                     |                                                                     |
| 20 luglio | Leicester Midland Open 1970 Leicester, Gran Bretagna 8 000 $ - Erba Singolare - Doppio                                          |                                           |                             |                                     |                                                                     |
| 27 luglio | U.S. Men's Clay Court Championships 1970 Indianapolis, Indiana, USA 50 000 $ – Terra rossa – 64S/32D Class 1 Singolare - Doppio | Cliff Richey 6-2, 10-8, 3-6, 6-1          | Stan Smith                  | Željko Franulović Arthur Ashe       | Frew McMillan Clark Graebner Allan Stone Jaime Fillol               |
| 27 luglio | U.S. Men's Clay Court Championships 1970 Indianapolis, Indiana, USA 50 000 $ – Terra rossa – 64S/32D Class 1 Singolare - Doppio | Arthur Ashe Clark Graebner 2-6, 6-4, 6-4  | Ilie Năstase Ion Țiriac     | Željko Franulović Arthur Ashe       | Frew McMillan Clark Graebner Allan Stone Jaime Fillol               |
| 27 luglio | Dutch Open 1970 Hilversum, Paesi Bassi 8 200 $ - Terra rossa Singolare - Doppio                                                 | Tom Okker 4-6, 6-0, 6-1, 6-3              | Roger Taylor                | Barry Phillips-Moore John Alexander | Robert Maud Bill Bowrey Phil Dent Gerald Battrick                   |
| 27 luglio | Dutch Open 1970 Hilversum, Paesi Bassi 8 200 $ - Terra rossa Singolare - Doppio                                                 | Owen Davidson Bill Bowrey 6-3, 6-4, 6-2   | John Alexander Phil Dent    | Barry Phillips-Moore John Alexander | Robert Maud Bill Bowrey Phil Dent Gerald Battrick                   |
| 27 luglio | Louisville Open 1970 Louisville, Stati Uniti 25 000 $ - Cemento – 16S/8D Class 2 Singolare - Doppio                             | Rod Laver 6-3 6-3                         | John Newcombe               | Tony Roche Ken Rosewall             | Cliff Drysdale Andrés Gimeno Roy Emerson Dennis Ralston             |
| 27 luglio | Louisville Open 1970 Louisville, Stati Uniti 25 000 $ - Cemento – 16S/8D Class 2 Singolare - Doppio                             | John Newcombe Tony Roche 8-6, 5-7, 6-4    | Roy Emerson Rod Laver       | Tony Roche Ken Rosewall             | Cliff Drysdale Andrés Gimeno Roy Emerson Dennis Ralston             |

### Agosto
| Settimana | Torneo | Vincitore                                      | Finalista                        | Semifinalisti                | Eliminati ai quarti                                                 |
| --------- | --- | ---------------------------------------------- | -------------------------------- | ---------------------------- | ------------------------------------------------------------------- |
| 3 agosto  | Bavarian Open 1970 Monaco di Baviera, Germania Ovest 15 000 $ - Terra rossa - 24S/8D Class 2 Singolare - Doppio               | Ion Țiriac 2–6, 9–7, 6–3, 6–4                  | Niki Pilić                       | Christian Kunke Ilie Năstase | Bob Hewitt Harald Elschenbroich John Alexander Barry Phillips-Moore |
| 3 agosto  | Bavarian Open 1970 Monaco di Baviera, Germania Ovest 15 000 $ - Terra rossa - 24S/8D Class 2 Singolare - Doppio               | Owen Davidson Niki Pilić 6–4, 7–5, 6–4         | Bob Hewitt Frew McMillan         | Christian Kunke Ilie Năstase | Bob Hewitt Harald Elschenbroich John Alexander Barry Phillips-Moore |
| 3 agosto  | U.S. Pro Tennis Championships 1970 Boston, Massachusetts, Stati Uniti 50 000 $ – Cemento – 32S/16D Class 1 Singolare - Doppio | Tony Roche 3-6, 6-4, 1-6, 6-2, 6-2             | Rod Laver                        | Roy Emerson Cliff Drysdale   | Arthur Ashe Jaime Fillol Jan Kodeš Ray Ruffels                      |
| 3 agosto  | U.S. Pro Tennis Championships 1970 Boston, Massachusetts, Stati Uniti 50 000 $ – Cemento – 32S/16D Class 1 Singolare - Doppio | Roy Emerson Rod Laver 6-1, 7-6                 | Ismail El Shafei Torben Ulrich   | Roy Emerson Cliff Drysdale   | Arthur Ashe Jaime Fillol Jan Kodeš Ray Ruffels                      |
| 10 agosto | Canada Open 1970 Toronto, Canada 23 000 $ - Terra rossa Singolare - Doppio                                                    | Rod Laver 6-0, 4-6, 6-3                        | Roger Taylor                     | Andrés Gimeno Cliff Drysdale | Pierre Barthes Pancho Gonzales Marty Riessen Fred Stolle            |
| 10 agosto | Canada Open 1970 Toronto, Canada 23 000 $ - Terra rossa Singolare - Doppio                                                    | Marty Riessen Bill Bowrey 6-3, 6-2             | Cliff Drysdale Fred Stolle       | Andrés Gimeno Cliff Drysdale | Pierre Barthes Pancho Gonzales Marty Riessen Fred Stolle            |
| 10 agosto | ATP German Open 1970 Amburgo, Germania dell'Ovest 18 000 $ - Terra rossa Singolare - Doppio                                   | Tom Okker 4-6, 6-3, 6-3, 6-4                   | Ilie Năstase                     | Tony Roche Jan Kodeš         | Nikola Pilić Željko Franulović Mark Cox Bob Hewitt                  |
| 10 agosto | ATP German Open 1970 Amburgo, Germania dell'Ovest 18 000 $ - Terra rossa Singolare - Doppio                                   | Frew McMillan Bob Hewitt 6-3, 7-5, 6-2         | Tom Okker Nikola Pilić           | Tony Roche Jan Kodeš         | Nikola Pilić Željko Franulović Mark Cox Bob Hewitt                  |
| 17 agosto | Austrian Open 1970 Kitzbühel, Austria 9 000 $ - Terra rossa Singolare - Doppio                                                | Željko Franulović 6-4, 9-7, 6-4                | John Alexander                   | Jan Kodeš Manuel Orantes     | Ion Țiriac François Jauffret Ilie Năstase Bob Hewitt                |
| 17 agosto | Austrian Open 1970 Kitzbühel, Austria 9 000 $ - Terra rossa Singolare - Doppio                                                | Phil Dent John Alexander 10-8, 6-2, 6-4        | Željko Franulović Jan Kodeš      | Jan Kodeš Manuel Orantes     | Ion Țiriac François Jauffret Ilie Năstase Bob Hewitt                |
| 17 agosto | Pennsylvania Lawn Tennis Championship 1970 Merion, Stati Uniti 15 000 $ - Erba – 64S/32D Class 2 Singolare - Doppio           | Ray Ruffels 6-2, 7-6, 6-3                      | Jaime Fillol                     | Dick Crealy Brian Fairlie    | Bob Carmichael Haroon Rahim Bill Bowrey Cliff Drysdale              |
| 17 agosto | Pennsylvania Lawn Tennis Championship 1970 Merion, Stati Uniti 15 000 $ - Erba – 64S/32D Class 2 Singolare - Doppio           | Bill Bowrey Ray Ruffels 3–6, 6–2, 7–5          | Jim McManus Jim Osborne          | Dick Crealy Brian Fairlie    | Bob Carmichael Haroon Rahim Bill Bowrey Cliff Drysdale              |
| 24 agosto | South Orange Open 1970 South Orange, Stati Uniti 25 000 $ – Erba– 42S/19D Class 2 Singolare - Doppio                          | Rod Laver 6-4, 6-2, 6-2                        | Bob Carmichael                   | Ken Rosewall Alex Metreveli  | Andrés Gimeno Brian Fairlie Dick Stockton Onny Parun                |
| 24 agosto | South Orange Open 1970 South Orange, Stati Uniti 25 000 $ – Erba– 42S/19D Class 2 Singolare - Doppio                          | Patricio Cornejo Jaime Fillol 6–2, 6–4         | Andrés Gimeno Rod Laver          | Ken Rosewall Alex Metreveli  | Andrés Gimeno Brian Fairlie Dick Stockton Onny Parun                |
| 24 agosto | Finale Coppa Davis Cleveland, USA Cemento (i)                                                                                 | Stati Uniti 5–0                                | Germania Ovest                   |                              |                                                                     |
| 31 agosto | US Open 1970 New York, Stati Uniti Grande Slam 176 000 $ – Erba – 108S/63D/34XD Class A Singolare - Doppio - Doppio misto     | Ken Rosewall 2–6, 6–4, 7–6(2), 6–3             | Tony Roche                       | Cliff Richey John Newcombe   | Dennis Ralston Brian Fairlie Stan Smith Arthur Ashe                 |
| 31 agosto | US Open 1970 New York, Stati Uniti Grande Slam 176 000 $ – Erba – 108S/63D/34XD Class A Singolare - Doppio - Doppio misto     | Pierre Barthes Nikola Pilić 6–3, 7–6, 4–6, 7–6 | Roy Emerson Rod Laver            | Cliff Richey John Newcombe   | Dennis Ralston Brian Fairlie Stan Smith Arthur Ashe                 |
| 31 agosto | US Open 1970 New York, Stati Uniti Grande Slam 176 000 $ – Erba – 108S/63D/34XD Class A Singolare - Doppio - Doppio misto     | Margaret Court Marty Riessen 6–4, 6–4          | Judy Tegart Dalton Frew McMillan | Cliff Richey John Newcombe   | Dennis Ralston Brian Fairlie Stan Smith Arthur Ashe                 |

### Settembre
| Settimana    | Torneo | Vincitore                              | Finalista              | Semifinalisti             | Eliminati ai quarti                                     |
| ------------ | --- | -------------------------------------- | ---------------------- | ------------------------- | ------------------------------------------------------- |
| 21 settembre | Pacific Southwest Championships 1970 Los Angeles, California, Stati Uniti 60 000 $ – Cemento – 64S/32D Class 1 Singolare - Doppio | Rod Laver 4-6, 6-4, 7-6                | John Newcombe          | Tom Gorman Arthur Ashe    | Pancho Gonzales Marty Riessen Clark Graebner Stan Smith |
| 21 settembre | Pacific Southwest Championships 1970 Los Angeles, California, Stati Uniti 60 000 $ – Cemento – 64S/32D Class 1 Singolare - Doppio | Tom Okker Marty Riessen 7-6, 6-2       | Robert Lutz Stan Smith | Tom Gorman Arthur Ashe    | Pancho Gonzales Marty Riessen Clark Graebner Stan Smith |
| 28 settembre | Pacific Coast Championships 1970 Berkeley, Stati Uniti 35 000 $ - Cemento – 64S/32D Class 2 Singolare - Doppio                    | Arthur Ashe 6-4, 6-2, 6-4              | Cliff Richey           | Stan Smith Dennis Ralston | Bob Carmichael Jan Kodeš Jaime Fillol Thomaz Koch       |
| 28 settembre | Pacific Coast Championships 1970 Berkeley, Stati Uniti 35 000 $ - Cemento – 64S/32D Class 2 Singolare - Doppio                    | Bob Lutz Stan Smith 6-2, 7-5, 4-6, 6-2 | Roy Barth Tom Gorman   | Stan Smith Dennis Ralston | Bob Carmichael Jan Kodeš Jaime Fillol Thomaz Koch       |

### Ottobre
| Settimana  | Torneo                                                                                         | Vincitore                             | Finalista                  | Semifinalisti                  | Eliminati ai quarti                                     |
| ---------- | ---------------------------------------------------------------------------------------------- | ------------------------------------- | -------------------------- | ------------------------------ | ------------------------------------------------------- |
| 12 ottobre | Phoenix Open 1970 Phoenix, Stati Uniti 25 000 $ - Cemento – 31S/16D Class 2 Singolare - Doppio | Stan Smith 6-3, 6-7, 6-1              | Jim Osborne                | Barry MacKay Bob Carmichael    | Charlie Pasarell Jan Kodeš Frank Froehling Tom Edlefsen |
| 12 ottobre | Phoenix Open 1970 Phoenix, Stati Uniti 25 000 $ - Cemento – 31S/16D Class 2 Singolare - Doppio | Dick Crealy Ray Ruffels 7–6, 6–3      | Jan Kodeš Charlie Pasarell | Barry MacKay Bob Carmichael    | Charlie Pasarell Jan Kodeš Frank Froehling Tom Edlefsen |
| 19 ottobre | Torneo Godò 1970 Barcellona, Spagna 28 000 $ - Terra rossa Singolare - Doppio                  | Manuel Santana 6-4, 6-3, 6-4          | Rod Laver                  | Željko Franulović Juan Gisbert | Ken Rosewall Antonio Muñoz Jan Kodeš Manuel Orantes     |
| 19 ottobre | Torneo Godò 1970 Barcellona, Spagna 28 000 $ - Terra rossa Singolare - Doppio                  | Lew Hoad Manuel Santana 6-4, 9-7, 7-5 | Andrés Gimeno Rod Laver    | Željko Franulović Juan Gisbert | Ken Rosewall Antonio Muñoz Jan Kodeš Manuel Orantes     |

### Novembre
| Settimana   | Torneo | Vincitore                                          | Finalista                    | Semifinalisti               | Eliminati ai quarti                                      |
| ----------- | --- | -------------------------------------------------- | ---------------------------- | --------------------------- | -------------------------------------------------------- |
| 2 novembre  | ATP Buenos Aires 1970 Buenos Aires, Argentina 35 000 $ - Terra rossa – 32S/8D Class 1 Singolare - Doppio          | Željko Franulović 6-4 6-2 6-0                      | Manuel Orantes               | Jan Kodeš Bob Carmichael    | Ray Ruffels Jan Kukal Dick Crealy Cliff Richey           |
| 2 novembre  | ATP Buenos Aires 1970 Buenos Aires, Argentina 35 000 $ - Terra rossa – 32S/8D Class 1 Singolare - Doppio          | Bob Carmichael Ray Ruffels 7-5, 6-2, 5-7, 6-7, 6-3 | Željko Franulović Jan Kodeš  | Jan Kodeš Bob Carmichael    | Ray Ruffels Jan Kukal Dick Crealy Cliff Richey           |
| 9 novembre  | Paris Open 1970 Parigi, Francia 31 000 $ - Sintetico indoor – 32S/12D Class 2 Singolare - Doppio                  | Arthur Ashe 7-6, 6-4, 6-3                          | Marty Riessen                | Georges Goven Stan Smith    | Ken Rosewall Roger Taylor Dennis Ralston Pancho Gonzales |
| 9 novembre  | Paris Open 1970 Parigi, Francia 31 000 $ - Sintetico indoor – 32S/12D Class 2 Singolare - Doppio                  | Pancho Gonzales Ken Rosewall 6-4, 7-6, 7-6         | Tom Okker Marty Riessen      | Georges Goven Stan Smith    | Ken Rosewall Roger Taylor Dennis Ralston Pancho Gonzales |
| 16 novembre | Wembley Championship 1970 Wembley, Gran Bretagna 43 000 $ - Sintetico indoor – 32S/16D Class 1 Singolare - Doppio | Rod Laver 6-3, 6-4 6-4                             | Cliff Richey                 | Cliff Drysdale Ken Rosewall | Ilie Năstase Dennis Ralston Roger Taylor Pancho Gonzales |
| 16 novembre | Wembley Championship 1970 Wembley, Gran Bretagna 43 000 $ - Sintetico indoor – 32S/16D Class 1 Singolare - Doppio | Ken Rosewall Stan Smith 6-4, 6-3, 6-2              | Ilie Năstase Ion Țiriac      | Cliff Drysdale Ken Rosewall | Ilie Năstase Dennis Ralston Roger Taylor Pancho Gonzales |
| 23 novembre | Stockholm Open 1970 Stoccolma, Svezia 35 200 $ - Sintetico indoor – 32S/16D Class 2 Singolare - Doppio            | Stan Smith 5-7, 6-4, 6-4                           | Arthur Ashe                  | Ken Rosewall Cliff Richey   | Mark Cox Georges Goven Dennis Ralston Roy Emerson        |
| 23 novembre | Stockholm Open 1970 Stoccolma, Svezia 35 200 $ - Sintetico indoor – 32S/16D Class 2 Singolare - Doppio            | Arthur Ashe Stan Smith 6–0, 5–7, 7–5               | Bob Carmichael Owen Davidson | Ken Rosewall Cliff Richey   | Mark Cox Georges Goven Dennis Ralston Roy Emerson        |

### Dicembre
| Settimana  | Torneo | Vincitore              | Finalista                                                                   | Semifinalisti | Eliminati ai quarti |
| ---------- | --- | ---------------------- | --------------------------------------------------------------------------- | ------------- | ------------------- |
| 9 dicembre | Pepsi-Cola Masters 1970 Tokyo, Giappone 45 500 $ – Sintetico indoor – 6S/3D (round robin) Singolare - Doppio | Stan Smith             | Round Robin: Arthur Ashe Željko Franulović Jan Kodeš Rod Laver Ken Rosewall |               |                     |
| 9 dicembre | Pepsi-Cola Masters 1970 Tokyo, Giappone 45 500 $ – Sintetico indoor – 6S/3D (round robin) Singolare - Doppio | Arthur Ashe Stan Smith | Round Robin: Jan Kodeš Rod Laver Željko Franulović Ken Rosewall             |               |                     |

## Distribuzione punti
| Categoria             | V  | F  | SF | QF | R16 | R32 | R64 | R128 | Q | Q3 | Q2 | Q1 |
| --------------------- | -- | -- | -- | -- | --- | --- | --- | ---- | - | -- | -- | -- |
| Class A (Grande Slam) | 15 | 10 | 7  | 5  | 3   | 2   | -   | -    | - | -  | -  | -  |
| Class 1               | 11 | 7  | 5  | 3  | 2   | -   | -   | -    | - | -  | -  | -  |
| Class 2               | 8  | 6  | 4  | 2  | 1   | -   | -   | -    | - | -  | -  | -  |

## Ranking finale del Grand Prix
| Posizione | Giocatore         | Nazionalità    | Punti | Montepremi (US$) |
| --------- | ----------------- | -------------- | ----- | ---------------- |
| 1         | Cliff Richey      | Stati Uniti    | 60    | 25,000           |
| 2         | Arthur Ashe       | Stati Uniti    | 55    | 17,000           |
| 3         | Ken Rosewall      | Australia      | 53    | 15,000           |
| 4         | Rod Laver         | Australia      | 51    | 12,000           |
| 5         | Stan Smith        | Stati Uniti    | 47    | 10,500           |
| 6         | Željko Franulović | Jugoslavia     | 35    | 9,500            |
| 7         | John Newcombe     | Australia      | 35    | 8,500            |
| 8         | Jan Kodeš         | Cecoslovacchia | 33    | 7,500            |
| 9         | Tony Roche        | Australia      | 32    | 6,500            |
| 10        | Bob Carmichael    | Australia      | 31    | 6,000            |
| 11        | Georges Goven     | Francia        | 25    | 5,500            |
| 12        | Ilie Năstase      | Romania        | 25    | 5,000            |
| 13        | Dick Crealy       | Australia      | 24    | 4,500            |
| 14        | Ray Ruffels       | Australia      | 22    | 4,000            |
| 15        | Clark Graebner    | Stati Uniti    | 22    | 3,500            |
| 16        | Dennis Ralston    | Stati Uniti    | 22    | 3,000            |
| 17        | Jaime Fillol      | Cile           | 20    | 2,500            |
| 18        | Ion Țiriac        | Romania        | 19    | 2,000            |
| 19        | Cliff Drysdale    | Sudafrica      | 19    | 1,500            |
| 20        | Roy Emerson       | Australia      | 19    | 1,000            |

### Titoli vinti per giocatore
| Totale | Giocatore         | Class A | Class A | Class A | Grand Prix Masters | Grand Prix Masters | Class 1 | Class 1 | Class 2 | Class 2 | Class 2 | Totale | Totale | Totale |
| Totale | Giocatore         | S       | D       | X       | S                  | D                  | S       | D       | S       | D       | X       | S      | D      | X      |
| ------ | ----------------- | ------- | ------- | ------- | ------------------ | ------------------ | ------- | ------- | ------- | ------- | ------- | ------ | ------ | ------ |
| 7      | Stan Smith        |         |         |         | 1                  | 1                  |         | 1       | 2       | 2       |         | 3      | 4      | 0      |
| 5      | Arthur Ashe       |         |         |         |                    | 1                  |         | 1       | 2       | 1       |         | 2      | 3      | 0      |
| 5      | Rod Laver         |         |         |         |                    |                    | 2       | 1       | 2       |         |         | 4      | 1      | 0      |
| 4      | Tony Roche        |         | 1       |         |                    |                    | 1       |         |         | 2       |         | 1      | 3      | 0      |
| 4      | Ray Ruffels       |         |         |         |                    |                    |         | 1       | 1       | 2       |         | 1      | 3      | 0      |
| 3      | John Newcombe     | 1       | 1       |         |                    |                    |         |         |         | 1       |         | 1      | 2      | 0      |
| 3      | Ilie Năstase      |         | 1       | 1       |                    |                    |         |         |         | 1       |         | 0      | 2      | 1      |
| 3      | Ken Rosewall      | 1       |         |         |                    |                    |         | 1       | 1       |         |         | 2      | 1      | 0      |
| 3      | Ion Țiriac        |         | 1       |         |                    |                    |         |         | 1       | 1       |         | 1      | 2      | 0      |
| 3      | Bob Hewitt        |         |         | 1       |                    |                    |         |         |         | 1       | 1       | 0      | 1      | 2      |
| 3      | Dick Crealy       |         |         |         |                    |                    | 1       | 1       |         | 1       |         | 1      | 2      | 0      |
| 2      | Marty Riessen     |         |         | 1       |                    |                    |         | 1       |         |         |         | 0      | 1      | 1      |
| 2      | Cliff Richey      |         |         |         |                    |                    | 1       |         | 1       |         |         | 1      | 1      | 0      |
| 2      | Tom Okker         |         |         |         |                    |                    |         | 1       |         | 1       |         | 0      | 2      | 0      |
| 1      | Jan Kodeš         | 1       |         |         |                    |                    |         |         |         |         |         | 1      | 0      | 0      |
| 1      | Pierre Barthes    |         | 1       |         |                    |                    |         |         |         |         |         | 0      | 1      | 0      |
| 1      | Nikola Pilić      |         | 1       |         |                    |                    |         |         |         |         |         | 0      | 1      | 0      |
| 1      | Željko Franulović |         |         |         |                    |                    | 1       |         |         |         |         | 1      | 0      | 0      |
| 1      | Bob Carmichael    |         |         |         |                    |                    |         | 1       |         |         |         | 0      | 1      | 0      |
| 1      | Roy Emerson       |         |         |         |                    |                    |         | 1       |         |         |         | 0      | 1      | 0      |
| 1      | Clark Graebner    |         |         |         |                    |                    |         | 1       |         |         |         | 0      | 1      | 0      |
| 1      | Allan Stone       |         |         |         |                    |                    |         | 1       |         |         |         | 0      | 1      | 0      |
| 1      | Mark Cox          |         |         |         |                    |                    |         |         | 1       |         |         | 1      | 0      | 0      |
| 1      | William Bowrey    |         |         |         |                    |                    |         |         |         | 1       |         | 0      | 1      | 0      |
| 1      | Patricio Cornejo  |         |         |         |                    |                    |         |         |         | 1       |         | 0      | 1      | 0      |
| 1      | Jaime Fillol      |         |         |         |                    |                    |         |         |         | 1       |         | 0      | 1      | 0      |
| 1      | Bob Lutz          |         |         |         |                    |                    |         |         |         | 1       |         | 0      | 1      | 0      |
| 1      | Frew McMillan     |         |         |         |                    |                    |         |         |         | 1       |         | 0      | 1      | 0      |